# Perizoma turbaria
Perizoma turbaria är en fjärilsart som beskrevs av Stephens 1891. Perizoma turbaria ingår i släktet Perizoma och familjen mätare. Inga underarter finns listade i Catalogue of Life.